# Natale Balossino
Natale Balossino (Vercelli, 25 dicembre 1904 – Vercelli, 14 marzo 1974) è stato un calciatore italiano, di ruolo portiere.

## Biografia
Al pari di Innocenti, Curti, Cavanna e Scansetti, anche Balossino fu uno dei validi portieri espressi dal vivaio della Pro Vercelli nei suoi primi decenni di vita. Assurse a titolare in età avanzata, nell'Alessandria, e a partire da questo momento disputò per un decennio tornei di Serie A e B, pur senza riuscire ad eguagliare, in termini di palmarès, le prestazioni dei blasonati colleghi.
Dopo l'abbandono dei campi da gioco, si dedicò alla pallacanestro: negli anni '40 allenò la GIL Vercelli.
Morì nel 1974, a 69 anni.

## Carriera
Bloccato nella Pro Vercelli dalla titolarità di Cavanna, passò nel 1928 all'Alessandria. Nella stagione 1928-1929 fu riserva di Clemente Morando. Debuttò in prima squadra il 31 marzo 1929, nella gara Milan-Alessandria (2-2); divenne titolare all'inizio del campionato di Serie A 1929-1930.
Nel 1931 passò ai Vigevanesi, in Serie B, per poi fare ritorno a Vercelli, dove disputò tre massimi campionati e tre tornei cadetti, prima del ritiro.
Nell'arco della sua carriera disputò in totale 7 partite in Divisione Nazionale e 75 in Serie A.

## Statistiche

### Presenze e reti nei club
| Stagione            | Squadra             | Campionato          | Campionato | Campionato | Coppe nazionali | Coppe nazionali | Coppe nazionali | Totale | Totale |
| Stagione            | Squadra             | Comp                | Pres       | Reti       | Comp            | Pres            | Reti            | Pres   | Reti   |
| ------------------- | ------------------- | ------------------- | ---------- | ---------- | --------------- | --------------- | --------------- | ------ | ------ |
| 1928-1929           | Alessandria         | DN                  | 7          | -7         | –               | –               | –               | 7      | -7     |
| 1929-1930           | Alessandria         | A                   | 28         | -43        | –               | –               | –               | 28     | -43    |
| 1930-1931           | Alessandria         | A                   | 18         | -31        | –               | –               | –               | 18     | -31    |
| Totale Alessandria  | Totale Alessandria  | Totale Alessandria  | 53         | -81        | –               | –               | –               | 53     | -81    |
| 1931-1932           | Vigevanesi          | B                   | 12         | -?         | –               | –               | –               | 12     | -?     |
| 1932-1933           | Pro Vercelli        | A                   | 19         | -30        | –               | –               | –               | 19     | -30    |
| 1933-1934           | Pro Vercelli        | A                   | 11         | -8         | –               | –               | –               | 10     | -8     |
| 1934-1935           | Pro Vercelli        | A                   | 4          | -6         | –               | –               | –               | 4      | -6     |
| 1935-1936           | Pro Vercelli        | B                   | 7          | -?         | CI              | 1               | -5              | 8      | -?     |
| 1936-1937           | Pro Vercelli        | B                   | 20         | -?         | CI              | ?               | ?               | 20+    | -?     |
| 1937-1938           | Pro Vercelli        | B                   | 2          | -?         | CI              | 1               | -2              | 3      | -?     |
| Totale Pro Vercelli | Totale Pro Vercelli | Totale Pro Vercelli | 75         | -52+       |                 | 2+              | -7+             | 77+    | -59+   |
| Totale carriera     | Totale carriera     | Totale carriera     | 128        | -133+      | –               | 2+              | -7+             | 131+   | -140+  |